# Eusebi de Sankt Gallen
Eusebi de Sankt Gallen (Escòcia o Irlanda, s. IX - prop de Rottris, Vorarlberg, Àustria, 884) fou un monjo benedictí de l'Abadia de Sankt Gallen. És venerat com a sant per diverses confessions cristianes.
Com molts dels seus companys, havia nascut a Escòcia o Irlanda (era anomenat Scotus). Pelegrí, va arribar al monestir de Sankt Gallen (Suïssa) on va romandre molts anys com a monjo benedictí. Va obtenir permís per viure com un ermità al mont Sankt Viktor a Vorarlberg (actual Àustria), on passà més de trenta anys i va prendre fama de sant.
Hi fou visitat per Carles II el Calb i per Carles III el Gras dels que va rebre favors. En 883, l'emperador l'envià a un monestir de monjos irlandesos a la Raetia; cap al 885, concedí al monestir les rendes del poble de Rottris, al Vorarlberg, perquè poguessin hostatjar pelegrins al monestir. Alguns pagesos van estar descontents per aquest privilegi i entraren en conflicte amb els religiosos; en una d'aquestes baralles, un pagès va matar Eusebi amb una dalla. Per això és considerat màrtir i fou venerat com a sant.